# Astrid Dannegger
Astrid Dannegger (* 22. November 1940 in Müllrose) ist eine deutsche Keramikerin.

## Leben und Werk
Astrid Dannegger besuchte von 1956 bis 1959 die Arbeiter-und-Bauern-Fakultät an der Hochschule für Bildende Künste Dresden, wo sie 1959 das Abitur erwarb. Danach machte sie bis 1960 ein Praktikum im Steingutwerk Torgau. Von 1961 bis 1966 studierte sie in der Fachrichtung Keramik bei Wolfgang Henze (1904–1969) und Rudolf Kaiser an der Kunsthochschule Berlin-Weißensee.
Seit 1966 arbeitet sie freiberuflich als Keramikerin. Astrid Dannegger war von 1966 bis 1990 Mitglied des Verbands Bildender Künstler der DDR. 1974 gründete sie mit Sigrid Huß (* 1929), Regina Junge (* 1939) und Horst Georg Skorupa in Schaddel das Kollegium Bildender Künstler „Schaddelmühle“, dem sie bis 1990 angehörte, ab 1978 als Vorsitzende. Durch Vermittlung des Ministeriums für Kultur konnte sie mit Regina Junge und Skorupa mehrmals für zwei bis drei Monate künstlerisch im Porzellanwerk Lichte-Wallendorf arbeiten.
1976 erhielt sie den Preis für Kunsthandwerk der Ausstellung „Junge Künstler der DDR“ in Berlin. 1978 beteiligte sie sich am Internationalen Keramiksymposium Römhild. 1981/82 hielt sie sich zur künstlerischen Arbeit im Studio der Staatlichen Porzellanmanufaktur Meißen auf.
In der DDR war Astrid Dannegger eine der bedeutendsten Keramikerinnen. Sie erhielt u. a. öffentliche Aufträge für repräsentative Gebäude, so 1977 für keramische Wandreliefs in den kleinen Mensasälen der Deutschen Hochschule für Körperkultur in Leipzig. Ihre Plastik Liebeslaube (1981, farbiger schamottierter Ton mit teilweiser Farbglasur; Höhe ca. 50 cm) gehörte zur Erstausstattung des Leipziger Interhotels „Merkur“ (heute The Westin Leipzig). Der größte Teil ihrer baubezogenen Werke wurde nach der deutschen Wiedervereinigung bei Baumaßnahmen abgerissen.
Astrid Dannegger hatte in der DDR und im Ausland eine bedeutende Zahl von Einzelausstellungen und Ausstellungsbeteiligungen, u. a. 1972/1973, 1977/1978 und 1987/1988 an den Kunstausstellungen der DDR in Dresden.
1991 zog Astrid Dannegger von Grimma nach Morgenitz auf Usedom. Dort hat sie in einem 250 Jahre alten Bauernhaus eine Keramikwerkstatt mit einem selbst gemauerten Holzbrandofen, die sie mit ihrem damaligen Ehemann, dem Töpfer Manfred Dannegger, aufbaute. Sie veranstaltete bis 2021 jährlich Keramikmärkte, an denen Keramikerinnen und Keramiker aus ganz Deutschland teilnahmen. Deren Organisation hat sie in andere Hände gegeben.

## Trivia
Das Reetdachhaus Astrid Danneggers diente von 2014 bis 2022 als Drehort der „Usedom-Krimis“ der ARD.

## Weitere Werke (Auswahl)

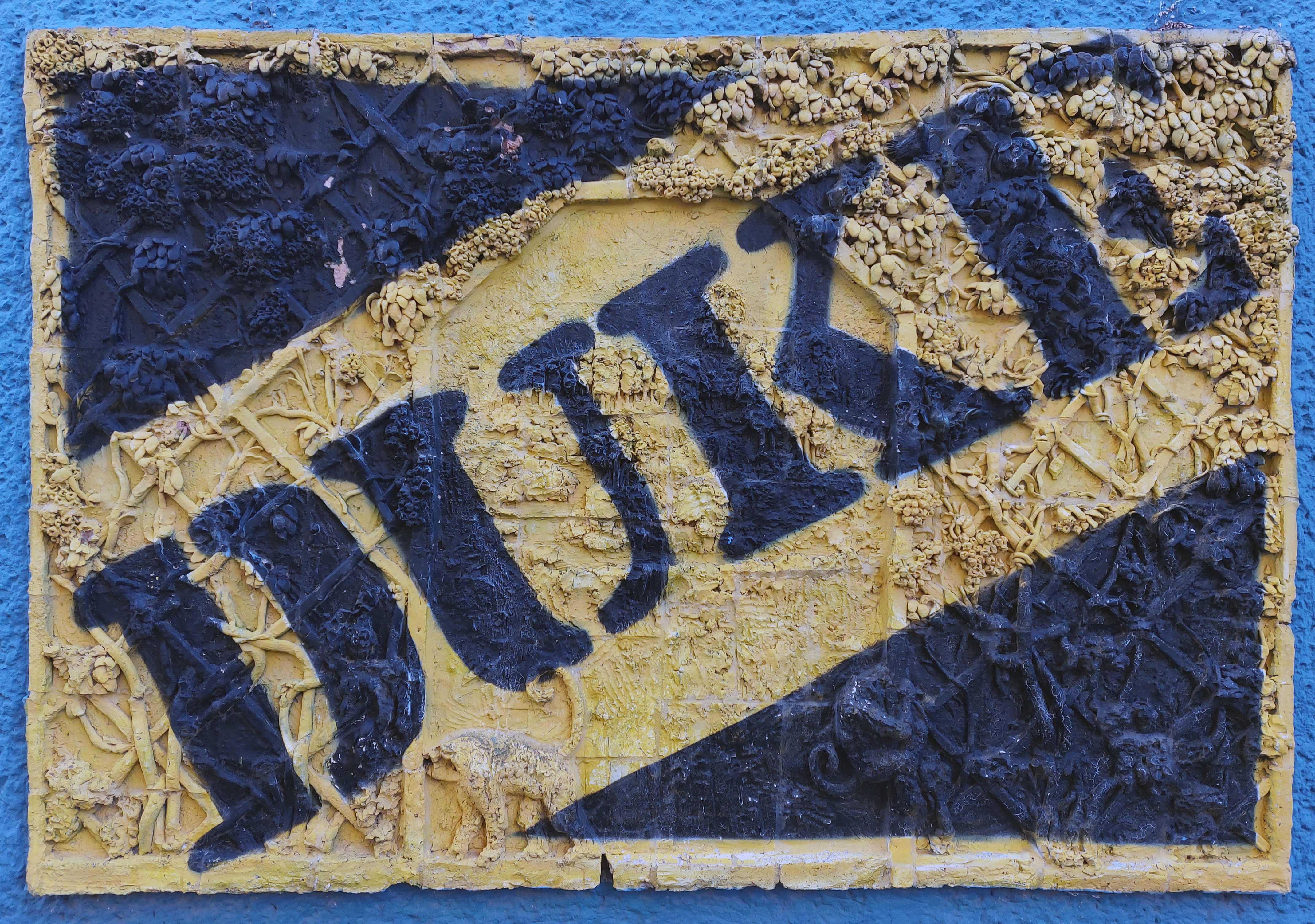
Relief Affen im Dschungel in Berlin-Marzahn

### Werke im öffentlichen Raum
- Marktfrau (Keramik, Ende der 1970er Jahre; vormals Berlin-Buch, Walter-Friedrich-/Ecke Wiltbergstraße; 1987 wegen Schäden abgebaut)
- Schweinegruppe (Dreiergruppe, Keramik; Berlin-Buch, Franz-Schmidt-/ Ecke Walter-Friedrich-Straße)[5]
- Spielende Kinder (Reliefwand, 2005 aufgestellt; Meerane, Stadtplatz)

### Baugebundene Werke
- Berliner Humor (Terrakotta mit Fayenceglasur; 200 × 300 cm, 1970; mit Regina Junge; Berlin-Mitte, Fassade der Kaffeestube an der Freiterrasse Jüdenstraße der Rathauspassagen; beseitigt)[6]
- Essen, Trinken und Feiern (Keramikrelief, 20 x. 2,20 m, um 1977; hergestellt mit weiteren Mitgliedern des Kollegiums Schaddelmühle; Geithain, damaliger Speise- und Festsaal der Großwäscherei Geithain.  2011 abgenommen. Einige Teile wurden am Künstlerhaus Schaddelmühle aufgestellt, einige gingen an das Leipziger Grassi-Museum)[7][8]
- Affen im Dschungel (Keramik-Relief, 200 × 280 cm, 1980/1981; Berlin-Marzahn, Gebäude Allee der Kosmonauten 147)[9]
- Landleben (Keramikwandgestaltung, 800 × 150 cm, 1987; Neukirchen (Borna), Speisesaal im Kulturhaus der LPG „8. Mai“)

## Einzelausstellungen (unvollständig)
- 1986: Magdeburg, Burggalerie
- 1980: Berlin, Studio-Galerie (u. a. mit Hans-Volker Mixsa)
- 1983: Leipzig, Galerie im Hörsaalbau der Karl-Marx-Universität („Profile – Leipziger Kunsthandwerker“; mit Friedemann Lenk, Ulrike und Thomas Oelzner, Ingrid Schultheiss, Horst Skorupa und Monika Winkler)